# Слепченко, Василий Рудольфович
Васи́лий Рудо́льфович Сле́пченко (5 марта 1962, Углегорск, Сахалинская область — 20 октября 1991, Ростов-на-Дону) — российский художник, участник товарищества «Искусство или смерть».

## Биография
Родился на острове Сахалин 5 марта 1962 года в семье врачей.
Детство провёл в Таганроге. Учился в Таганрогской детской художественной школе, ученик Леонида Стуканова.
В 1985 году закончил Ростовское художественное училище им. М. Б. Грекова, Ростов-на-Дону. Жил в знаменитом ростовском сквоте «Дом актёра».
С 1988 — член товарищества «Искусство или смерть». 
В 1988 году, вместе с членами товарищества «Искусство или смерть», перебрался в Москву. Жил в арт-сквоте на Трёхпрудном переулке.
Трагически погиб 20 октября 1991 года в Ростове-на-Дону, работая ночью в мастерской своего друга художника Вадима Морозова.
Похоронен на Северном кладбище Ростова-на-Дону.

## Персональные выставки
- 1991 — «Василий Слепченко». Выставочный зал «Эксперимент», Ростов-на-Дону.
- 2012 — «Василий Слепченко». Памяти Василия Слепченко. Ростовский областной музей изобразительных искусств, Ростов-на-Дону.[7][8]
- 2017 — «Искусство или смерть». Галерея ZHDANOV, Выставочный зал ТО Союза художников России, Таганрог.[9][10][11][12][13]

## Групповые выставки
- 1988 — «Однодневная выставка». ДК завода «Прибой», Таганрог.[14]
- 1988 — «Жупел». Выставочный зал Союза художников на ул. Горького, Ростов-на-Дону.[15][16]
- 1989 — «Италия имеет форму сапога». Выставочный зал Союза художников на Набережной, Ростов-на-Дону.
- 1990 — «Великие чародеи живописи». Выставочный зал в Пересветовом переулке, Москва.
- 2008 — «О смертном в искусстве. Памяти Николая Константинова». М-галерея, Ростов-на-Дону.[17]
- 2009 — «Товарищество „Искусство или смерть“». Государственный музей современного искусства, Москва.
- 2017 — «После Графа». Галерея ZHDANOV, Выставочный зал ТО Союза художников России, Таганрог.[18][19][20][21][22]
- 2019 — «После Графа 2019». Галерея ZHDANOV, Выставочный зал ТО Союза художников России, Таганрог.[23]

## Цитаты
«Васенька говорил, что его предки якуты. Это не мешало ему быть высокого роста, художником, интеллигентным человеком и Рудольфовичем по отчеству. Он носил круглые очки и курил папиросы. Любил шутить и говорить „Дж-ж-ж!“. Например: „Я полгода не пил, не пил, а на Новый год ка-а-ак на-е-б … -нил-ся! Дж-ж-ж!“.
Он действительно время от времени на несколько месяцев бросал пить и даже курить. Совершенно непонятно зачем. А потом опять начинал. Был склонен к философствованию и сочинил три стихотворения.
Когда Авдей Степанович Тер-Оганьян и Валерий Николаевич Кошляков уехали в Москву, он отправился за ними и поселился в Трёхпрудном. Но всё было непросто. Он перестал заниматься живописью, делал натюрморты на продажу. На все приставания Авдея Степановича что-нибудь придумать посмеивался. Он выдумал Фому и всем про него рассказывал. Вокруг все пили, а Вася стал запираться и пить один. Потом приходил к Авдею Степановичу и говорил: „Сейчас бухнули с Фомой“. Он говорил, что пишет дневник и там про Фому и про смысл жизни. И ещё говорил, что Васи скоро не будет, а будет только Фома.
Потом он уехал в Ростов к жене, а оттуда в Таганрог к маме. 11 октября 1991 года мы встретились в Танаисе между Ростовом и Таганрогом, ровно посередине, на свадьбе у Тимофеева и Вики. 20 октября в Ростове он что-то сверлил, и его убило током.
Время проходит, и привыкаешь к отсутствию человека, потом двух, трёх… На самом деле ни к чему не привыкаешь. Иногда вспомнишь и плачешь» — Максим Белозор, «Волшебная страна», 1999.